# George Grossmith
George Grossmith (9. prosince 1847 Londýn – 1. března 1912 Folkestone) byl anglický herec, zpěvák, spisovatel a hudební skladatel. Jako zpěvák a herec se prosadil především v muzikálech Gilberta a Sullivana na West Endu. Sám napsal 18 muzikálů a 600 písní. Napsal též tři knihy, z nichž nejslavnější se stal humoristický román, který vytvořil se svým bratrem Weedonem (jenž pořídil též ilustrace), a který původně vycházel na pokračování v humoristickém časopise Punch: Deník pana Nuly (The Diary of a Nobody). Prvně souborně vyšel roku 1892. Britský deník The Guardian zařadil v roce 2003 tuto knihu mezi sto největších románů všech dob. Jeho syn George Grossmith mladší se stal rovněž hercem, dramatikem a divadelním producentem.

### Česká vydání
- Deník pana Nuly, Praha, Odeon 1976 (překlad Antonín Přidal; v tiráži uveden "pokrývač" Mirek Čejka)